# 盧森堡車站

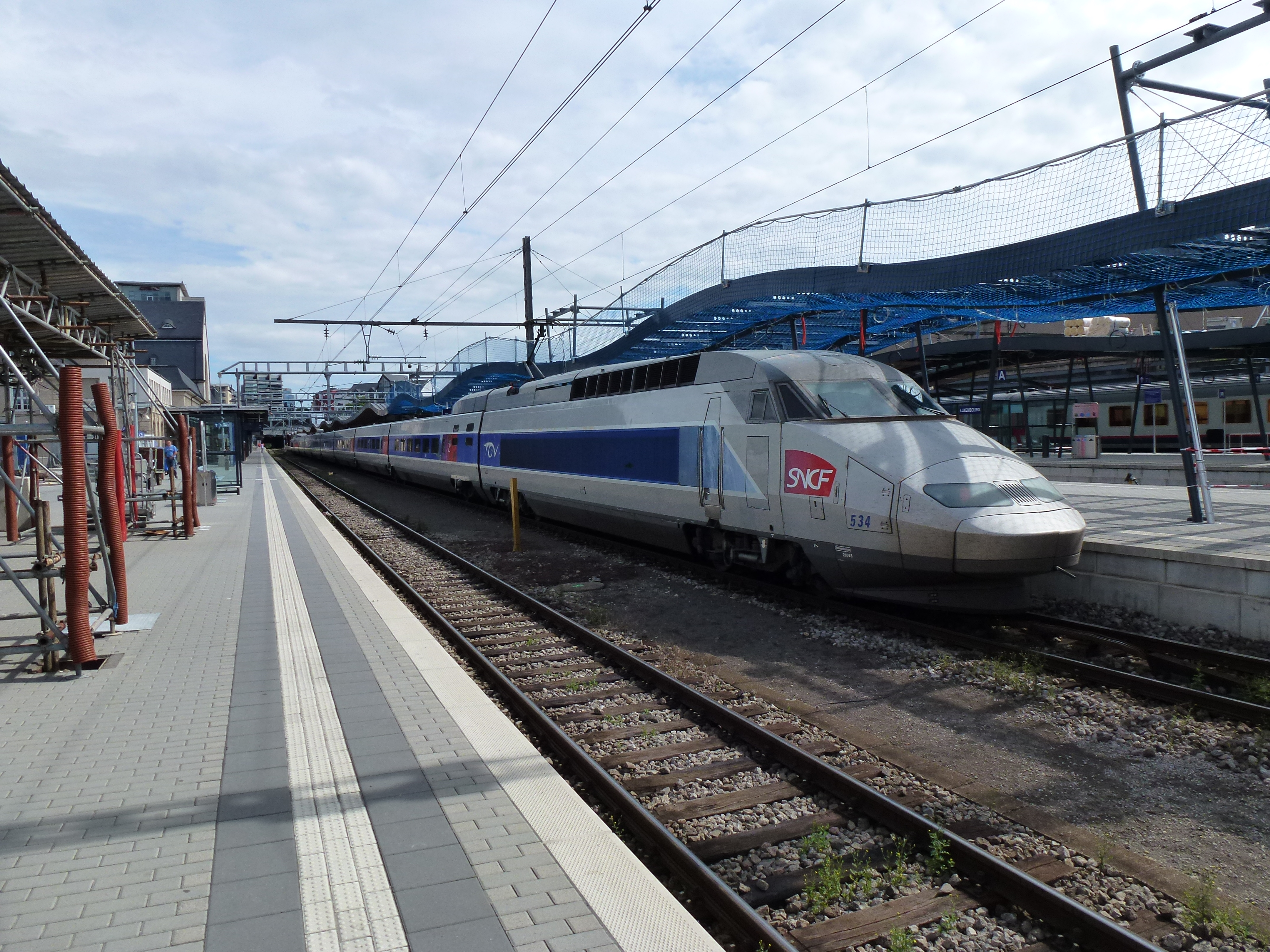
卢森堡车站也有周边三个邻国的列车到发。图中停靠有一辆法国国家铁路运营的TGV列车（前）和一辆比利时国家铁路运营的列车（后）。

卢森堡车站是盧森堡市最主要的鐵路車站，位于卢森堡南部，由卢森堡国家铁路运营，每日旅客流量高达80000人。
卢森堡车站也是卢森堡国内铁路网的重要枢纽，其国内所有铁路线路全部经停此站。除此之外，该站在国际铁路网中亦举足轻重，周边的三个邻国（即比利时SNCB、法国SNCF、德国DB）均有列车开行至此。2007年6月起，法国东部高速铁路公司将此站接入法国TGV铁路网。
卢森堡车站位于卢森堡市中心以南2（1.2英里）处，南邻佩特吕斯河。该站也是其所在行政区得名“车站区”的原因。

## 历史
卢森堡车站最早建成于1859年；全站采用木材建造。新车站另建于在佩特吕斯河南岸，当时还是德意志邦联的堡垒。1861年卢森堡高架桥竣工后，卢森堡车站与城市实现连接。1867年伦敦条约后，新站周边的防御工事被拆除，得以使卢森堡车站新站址周边开始城市化。
1907-1913年，为迎合经济发展的需要，卢森堡车站老站被新站取代。新站由Rüdell、Jüsgen和Scheuffel三位德国建筑师设计，采用了卢森堡的主要基础设施所流行的摩泽尔巴洛克复兴建筑风格。新卢森堡车站位于卢森堡市幹道自由大街的尽头，其時鐘樓从相当远的地方就能看到。

## 现代化改造
2006年，交通部开始着手对卢森堡车站进行为期六年的现代化改造，总投资达9500万欧元。改造工程包括在主大厅内新建售票设施、拓宽月台、新建电梯、配套地鐵、升级电网、加装月台扶梯、新建入口门廊、重建站前广场、玻璃乘客大厅及增建四层停车场等。